# لوزنراده
لوزنراده (به آلمانی: Losenrade) یک منطقهٔ مسکونی در آلمان است که در زی‌هاوزن (آلتمارک) واقع شده‌است. لوزنراده ۱۶۳ نفر جمعیت دارد.